# Кухар, Валерий Павлович
Валерий Павлович Кухар (укр. Валерій Павлович Кухар; 26 января 1942, Киев — 28 марта 2017, там же) — советский и украинский химик, академик НАНУ (1985) по отделению органической химии. Лауреат Государственной премии Украины в области науки и техники (1999), заслуженный деятель науки и техники Украины (2002).

## Биография
Его отец работал инженером, мать — врачом. В 1963 году окончил Днепропетровский химико-технологический институт по специальности инженер-технолог пластмасс. Работал инженером-конструктором завода «Мельмаш» города Николаева, одновременно обучался в аспирантуре при Институте органической химии АН УССР в лаборатории академика Александра Кирсанова.
В 1967 году защитил кандидатскую диссертацию «Фосфорилирования нитрилов двухосновных карбоновых кислот»; в 1973 году — докторскую по теме: «Альфа-хлоралкиламины и их производные».
В 1963—1975 годах работал в Институте органической химии Академии наук Украинской ССР, в 1978—1988 годах — академик-секретарь отделения химии и химической технологии Академии наук Украинской ССР, в 1988—1993 гг. — вице-президент Академии наук Украинской ССР/Национальной академии наук Украины (НАНУ). Являлся членом Украинского химического общества, Украинского ядерного общества.
В 1976—1996 годах читал курс лекций по химии элементоорганических соединений и асимметричного синтеза в Киевском университете им. Т. Г. Шевченко.
В 1978 году был избран членом-корреспондентом, а в 1985 году — действительным членом Академии наук Украинской ССР.
Являлся членом редколлегий журналов: «Украинский химический журнал», «Доклады НАНУ» и других. В 1988—1993 годах — главный редактор научного журнала Президиума НАНУ «Доклады Национальной академии наук Украины».
В 1984 году при институте создал и возглавил отделение биоорганической химии — в 1987 реорганизовано в Институт биоорганической химии Академии наук Украинской ССР, с 1989 года — Институт биоорганической химии.
В 1988—1993 годах — председатель Научного совета по проблемам биосферы НАНУ, председатель Национального комитета Украины по программе ЮНЕСКО «Человек и биосфера», председатель Координационного бюро по автоматизации, вычислительной техники и информатики НАНУ.
В 1996 году вошёл в состав Группы ядерной безопасности при Европейском банке реконструкции и развития, с 1998 — член международной наблюдательной группы при Европейском банке реконструкции и развития по проблеме Чернобыльского объекта «Укрытие».
В 1996—2000 годах — заместитель председателя Совета по вопросам науки и научно-технической политики при президенте Украины, 1995—2000 годах — председатель Комиссии по вопросам ядерной политики и экологической безопасности при президенте Украины.
С 1996 по 2010 год — президент Малой академии наук.
В 2004—2011 годах работал в составе научного совета Организации по запрещению химического оружия.
В 1999—2001 годах являлся членом экспертного совета НАТО по гражданским научным и технологическим исследованиям, связанным с безопасностью.
С 2006 года входил в состав административного совета Центра научной культуры имени Алессандро Вольта.
Автор более 600 научных работ, в том числе монографий. Разработал отдельные направления химии фтор- и фосфорсодержащих соединений, предложил новые синтетические подходы для получения отдельных классов органических соединений.
Исследовал процессы фторирование и бромирование «каркасных» бромоводнев — адамантана и гомокубану.
Подготовил 2 докторов и 30 кандидатов наук. На его имя зарегистрировано более 70 авторских свидетельств на изобретения и патентов.
Среди запатентованных работ — «Способ получения мази теобону-дитиомикоциду», апрель 2014, в коллективе авторов — Шкарапута Леонид Николаевич, Шевченко Людмила Анатольевна, Тищенко Людмила Александровна.
Похоронен на Байковом кладбище.

## Награды и звания
- орден «За заслуги» II степени (2006)
- орден «За заслуги» III степени (1997)
- Почётная грамота кабинета министров Украины (2002).
- Лауреат премии им. Киприанова Академии наук Украинской ССР (1989)
- Премия UNEP «Глобал-500» (1992)
- Государственная премия Украины в области науки и техники (1999)
- Премия Сан-Валентино Всемирной федерации учёных (2000)
- Премия им. А. Е. Арбузова (2013)[3]
- Заслуженный деятель науки и техники Украины (2002).

## Семья
С женой Натальей Ивановной воспитали дочь и сына.